# L'Aube des Jedi
L'Aube des Jedi (titre original : Dawn of the Jedi: Into the Void), sous-titré Matière noire, est un roman de science-fiction de Tim Lebbon s'inscrivant dans l'univers étendu de Star Wars. Publié aux États-Unis par Del Rey Books en 2013, puis traduit en français et publié par les éditions Pocket en 2015,, il se déroule en l'an 25793 av. BY.
Un film du même titre, dans l’univers Star Wars, sera réalisé par James Mangold.

## Résumé
L'Ancien Ordre Je'daii a été fondé sur la planète Tython. Et grâce à la sagesse de ses Maîtres, Lanoree Brock a appris les mystères et les méthodes de la Force - et s'est avérée être l'une des étudiantes les plus puissantes. Mais aussi puissante qu'ait été la Force en Lanoree et en ses parents, elle a toujours été absente en son frère, qui a grandi en méprisant et en évitant les Je'daii, et dont l'entraînement aux anciennes méthodes s'est terminé tragiquement. 
Aujourd'hui, alors qu'elle mène une vie solitaire en tant que Ranger Je'daii et essaie de maintenir l'ordre à travers la galaxie, Lanoree est convoquée par le Conseil Je'daii pour une affaire urgente. Le leader d'un culte fanatique, obsédé à l'idée de voyager au-delà des limites de l'espace connu, est prêt à ouvrir une porte cosmique, utilisant l'énergie obscure en guise de clé - et risquant de créer un cataclysme qui anéantirait la totalité du système de Tython. Mais ce qui choque davantage Lanoree qu'une éventuelle annihilation du système, c'est la décision des Maîtres de la choisir, elle, pour cette mission. Jusqu'à ce qu'une étonnante révélation lui révèle pourquoi elle a été choisie : l'homme brillant, mais dangereusement fou qu'elle doit traquer et arrêter à tout prix est le frère dont elle a longtemps pleuré la mort - et dont elle doit maintenant avoir peur.

## Personnages
- Lanoree Brooks (ranger Je'daii)
- Dalien Brooks (chef des rêveurs d'étoiles)
- Tre Sana